# ホシチャバネセセリ
ホシチャバネセセリ（星茶羽挵、 Aeromachus inachus）は、チョウ目（鱗翅目）セセリチョウ上科セセリチョウ科に属するチョウの一種。

## 概要
前翅長は15mm程度で、日本のセセリの中で最も小さい。コチャバネセセリに似るがさらに小さく、白斑が顕著に表れ、翅裏には黄褐色の鱗粉を吹く。低山地から山地にかけての林間、林縁などで見られ、花によくとまる。
越冬態は3齢幼虫。食草はオオアブラススキが確認されている。成虫は暖地では6月から8月にかけて年2回発生、寒冷地では7月から8月にかけて年1回。

## 分布
国内での分布域は分断されている。青森県東部～岩手県西部、奥羽山脈～甲信越地方、中国山地、対馬。
国外ではロシア極東、中国、台湾、朝鮮半島。

## 保全状況評価
日本産Aeromachus inachus inachus
- 絶滅危惧IB類 (EN)（環境省レッドリスト）